# Der Dämon
Der Dämon ist eine Phantastische Oper in drei Akten und fünf Bildern des Komponisten Anton Grigorjewitsch Rubinstein. Das Libretto schuf Pawel Alexandrowitsch Wiskowatow auf Basis des Gedichts Demon. Wostotschnaja powest (Der Dämon: Eine orientalische Erzählung) von Michail Jurjewitsch Lermontow. Ihre Uraufführung erlebte die Oper am 25. Januar 1875 am Mariinski-Theater in Sankt Petersburg.

## Handlung
Während der Einleitung befindet sich der Chor versteckt auf der durch Lichteffekte belebten Bühne.

### Erster Akt
Gebirgslandschaft der Aragwa in der Nähe von Fürst Gudals Schloss
Der Engel fordert den Dämon auf, sich durch besseres Verhalten (vor allem durch Nächstenliebe) zu bemühen in den Himmel zu kommen. Höhnisch wird dieser Vorschlag vom Dämon abgelehnt. Die überirdischen Mächte verschwinden und auch der Sturm flaut ab. Tamara, die Tochter Fürst Gudals, erscheint mit ihren Dienerinnen. Ihr allein erscheint nun der Dämon und versucht ihre Seele zu verwirren.
Schroffe Gebirgsgegend bei einer Kapelle
Der Prinz von Sinodal ist auf dem Weg zu seiner Braut Tamara. Als die Karawane rastet, ruht auch der Prinz sich aus und schläft dabei ein. Der Dämon hat darauf gewartet und lockt nun wilde tartarische Krieger herbei. Diese überfallen die Karawane und töten dabei den Prinzen von Sinodal.

### Zweiter Akt
Festsaal im Schloss Fürst Gudals
Die Hochzeit steht unmittelbar bevor und es werden letzte Vorbereitungen dafür getroffen. Plötzlich taucht ein Bote auf und bringt die Nachricht, dass der Prinz von tartarischen Kriegern ermordet worden ist. Von allen unbemerkt, erscheint nun der Dämon erneut vor Tamara, doch auch dieses Mal hält sie der Versuchung stand. In ihrer Trauer will sie als „Witwe“ in ein Kloster eintreten. Inzwischen rüstet ihr Vater, Fürst Gudal, zum Krieg, um den Prinzen zu rächen.

### Dritter Akt
Vorhof und Garten eines Klosters
Abermals tritt der Dämon vor Tamara um ihre Seele für sich zu gewinnen, doch ein Engel schreitet ein und vertreibt den Dämon aus dem Kloster.
Verwandlung – Tamaras Klosterzelle
Der Dämon erscheint Tamara aufs Neue, fleht dieses Mal jedoch um ihre Liebe. Sie kann nun nicht mehr widerstehen. Als der Dämon sie küsst, sinkt sie mit einem Seufzer tot zu Boden. Engel erscheinen, vertreiben den Dämon für immer aus dem Kloster und geleiten Tamara in den Himmel.

## Instrumentation
Die Orchesterbesetzung der Oper enthält die folgenden Instrumente:
- Holzbläser: Piccoloflöte, zwei Flöten, zwei Oboen, Englischhorn, zwei Klarinetten, Bassklarinette, zwei Fagotte
- Blechbläser: vier Hörner, zwei Trompeten, drei Posaunen, Tuba
- Pauken, Schlagzeug: Große Trommel, Becken, Triangel, Tamtam, Tamburin, Zimbeln, Glocke in e
- Harfe
- Pianino (oder Harfe)
- Glasharmonika
- Orgel
- Streicher

## Werkgeschichte

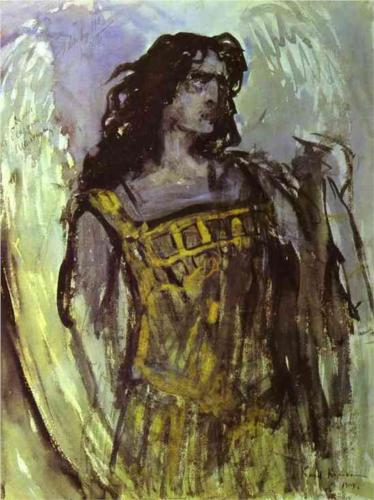
Fjodor Schaljapin in der Titelrolle, 1903

Die Uraufführung am 25. Januar 1875 am Mariinski-Theater in Sankt Petersburg dirigierte Eduard Nápravník. Es sangen Osip Afanasievich Petrov (Gudal), Wilhelmina Ivanovna Raab (Tamara), Fjodor Petrovich Kommissarievskij (Sinodal), O. E. Schroeder (Amme), Vladimir Ivanovich Vasiljev I (Diener), Vasilj Vasiljev (Bote), Ivan Aleksandrovich Melnikov (Dämon), Alexandra Pawlowna Krutikowa (Engel) und Leonid Witaljewitsch Sobinow (Zephir).
Auf eine deutsche Bühne kam Der Dämon erstmals 1880 in Hamburg in einer Übersetzung des Librettisten Alfred Offermann unter der musikalischen Leitung des Komponisten.